# Camponotus obscuriventris
Camponotus obscuriventris é uma espécie de inseto do gênero Camponotus, pertencente à família Formicidae.